# Home Hardware
Ne doit pas être confondu avec Home Depot.
 (mai 2021).
Home Hardware est un détaillant canadien de quincaillerie, matériaux de construction et de meubles. Cofondé en 1964 par Walter Hachborn (en) (1921-2016), son siège social est situé à St. Jacobs, en Ontario. La chaine est gérée comme une coopérative par plus de 1 000 magasins répartis à travers tout le Canada, ainsi qu'à Saint-Pierre-et-Miquelon (France). La compagnie est possédée à 100 % par des Canadiens,.

## Bannières
Home Hardware consiste en 4 bannières distinctives, qui vendent différentes sortes de produits.
- Quincaillerie Home Hardware – Appareils ménagers, outils, plomberie, électricité, peinture et outils de jardin. Ces magasins s'apparentent beaucoup aux Canadian Tire.
- Centre de Rénovation Home – Bois, électricité et plomberie, matériaux de construction. Ces magasins ressemblent plutôt au RONA et BMR.
- Centre de Rénovation Home Hardware – Il s'agit du summum des Home Hardware, on y vend les produits des quincailleries Home Hardware et des Centres de Rénovation Home Hardware. Ces magasins s'apparentent au Home Depot.
- Home Furniture – Meubles et Électroménagers, disponibles au Canada anglais.

## Opérations actuelles
La chaine Home Hardware a bien survécu à l'expansion au Canada du géant américain Home Depot, aussi bien qu'à celle du compétiteur local, RONA, dans le marché des grandes surfaces.
Les magasins Home Hardware ont tendance à être de plus petites dimensions, ce qui leur permet de desservir de plus petits marchés, où il ne serait pas rentable aux grandes surfaces de s'installer. Ainsi, cela permet un service aux clients plus personnalisé et attentif. Quelques magasins offrent un service de livraison, où chaque produit est livré personnellement aux clients dans une distance raisonnable du magasin. Ce n'est pas tous les magasins qui fonctionnent ainsi. Chaque magasin est détenu indépendamment, ce qui explique pourquoi ils ne se ressemblent pas les uns les autres et qu'ils n'ont pas tous les mêmes dimensions. Toutefois, pour remédier à ce problème et créer une image de marque, les nouveaux magasins doivent se conformer à un nouveau concept de magasin. Le modèle de ce nouveau concept est le magasin de Farnham (Québec), qui a été le premier construit suivant ce modèle.